# 위턱굴

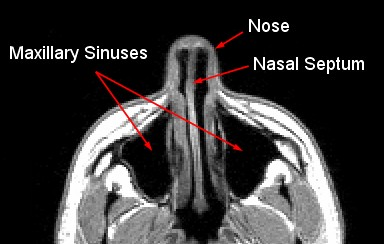
상악 부비동의 MRI 사진. 검은색의 삼각형 두개가 위턱굴이다.

위턱굴(maxillary sinus, 상악동, 위턱뼈동굴)은 인체에서 가장 큰 코곁굴로, 피라미드 같은 모양이다. 상악동(上顎洞) 또는 상악 부비동이라고도 한다.

## 상악암
상악암은 입천장을 침범하여 치통을 유발할 수 있다. 또한 비루관을 막을 수도 있다. 종양이 안와로 퍼지면 안구 돌출증이 발생한다.

## 같이 보기
- 청소율
- 신경섬유종증
- 코곁동굴